# Cardiocondyla parvinoda
Cardiocondyla parvinoda é uma espécie de formiga do gênero Cardiocondyla, pertencente à subfamília Myrmicinae.